# Carol Shaw
Carol Shaw (Palo Alto, California; 1955) es una ingeniera e informática estadounidense conocida por ser la primera mujer diseñadora de videojuegos.

## Vida personal
Nació en Palo Alto, California en 1955, donde creció.  Era hija de un ingeniero mecánico que trabajaba en el  Centro del Acelerador lineal de la Universidad de Stanford. Su interés por la informática y en concreto por el diseño de videojuegos comenzó mientras realizaba sus estudios de secundaria, al descubrir que se podía utilizar el ordenador para jugar. Se matriculó en la Universidad de California, Berkeley y se graduó con una licenciatura en Ingeniería Eléctrica y Ciencias de la Computación en 1977, completando sus estudios cursando un máster en Ciencias de la Computación en la misma universidad.
En 1983 se casó con el investigador en nanotecnología Ralph Merkle.

## Trayectoria profesional

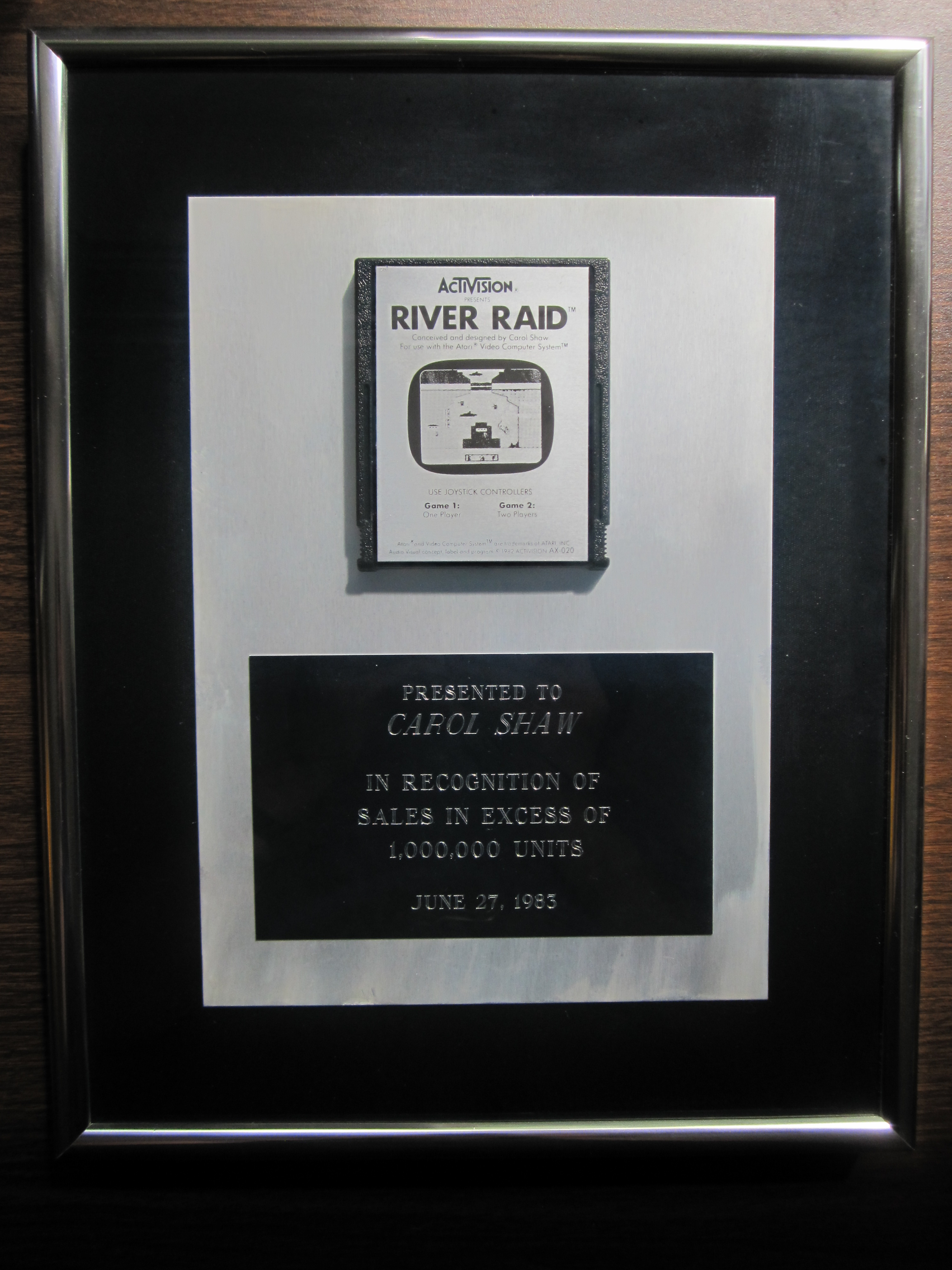
Fotografía del cartucho del videojuego River Raid enmarcado en platino "presentado a Carol Shaw en reconocimiento de ventas superiores a 1,000,000 de unidades el 27 de junio de 1983".

Antes de finalizar sus estudios, la empresa Atari la reclutó para trabajar como diseñadora de videojuegos, oficialmente desempeñando la labor de Ingeniera microprocesadora de software, convirtiéndose de ese modo en la primera mujer diseñadora de videojuegos por sus trabajos en el juego de Polo, en 1978.  Comenzó en agosto e invirtió dos o tres meses, fue un programa de dos kilobytes con sólo 128 bytes de RAM. Finalmente no llegó a publicarse, quedándose en mero prototipo, que actualmente pueden encontrarse en Internet y jugar con él. Al año siguiente programó y diseñó el videojuego 3-D Tic-Tac-Toe para la Atari 2600. Dejó su trabajo en Atari en 1980 y pasó  a trabajar para Ordenadores Tandem. Después de 16 meses fue contactada por Activision para pasar a trabajar en esta empresa. Pese a haber sido entrevistada por reclutadores de la empresa Imagic, el trabajo no fructiferó debido a  la falta de experiencia de Carol en escribir los juegos de acción. Es entonces cuando decide unirse a Activision en 1982, donde programó su mejor  juego, el  conocido  River Raid  calificado en algunos países europeos como Alemania de juego violento y prohibido a menores, convirtiéndose en el primer juego de videoconsola prohibido por violencia.
En 1983 Shaw diseñó y programó completamente el videojuego Happy Trails, pero el mismo fue publicado en un momento en el que la industria de los videojuegos estaba saturada y en contracción, por lo que no tuvo demasiado éxito comercial.
En 1984, tras haber diseñado Happy Trails para Intellivision y River Raid  para Atari 800 y Atari 5200, Carol Shaw dejó la empresa y volvió a trabajar para Tándem hasta 1990, año en el que decidió jubilarse para iniciar una nueva etapa como voluntaria en diferentes organizaciones, entre ellas el Instituto Foresight, del que fue profesora voluntaria.
En 2017, The Game Awards le otorgó el premio Industry Icon Award por sus contribuciones a la industria.